# Prasocuris obliquata
Prasocuris obliquata är en skalbaggsart som beskrevs av J. L. Leconte 1866. Prasocuris obliquata ingår i släktet Prasocuris och familjen bladbaggar. Inga underarter finns listade i Catalogue of Life.